# Renato Bodini
Renato Bodini (Cremona, 6 ottobre 1909 – Roma, 23 agosto 1974) è stato un calciatore e allenatore di calcio italiano, di ruolo difensore.
Era noto come Bodini II per distinguerlo da Ercole o Bodini I.

## Caratteristiche tecniche
Terzino tecnicamente poco dotato, faceva della fisicità e dell'intensità di gioco i suoi punti di forza. Era dotato di un potente tiro dalla distanza.

## Carriera

### Giocatore
Esordì nella Cremonese, con cui debuttò in Divisione Nazionale rivelandosi come uno di migliori terzini del campionato, e si trasferì a 21 anni nella Roma, dovendo svolgere il servizio militare nella Capitale. Nonostante la giovane età già al suo primo anno a Roma fu uno dei punti cardine nella stagione che vide i giallorossi secondi dietro la Juventus, giocando in coppia con Mario De Micheli. Rimarrà per sempre legato alla storia della Roma di Campo Testaccio, è infatti citato nell'inno di Toto Castellucci: 
La prima delle sue 3 reti da romanista fu nel derby del 24 maggio 1931, conclusosi 2-2 grazie proprio alla sua marcatura realizzata su punizione a tre minuti dal termine.
Chiusa l'avventura nella Roma si trasferì a Genova nella Sampierdarenese, e dopo una parentesi al Milan (dove giocò solo 2 partite di campionato) tornò alla Sampierdarenese, che nel frattempo (a seguito di vari assorbimenti e fusioni) aveva cambiato il proprio nome in Associazione Calcio Liguria: la base del suo ritorno in terra ligure fu l'amore per una ragazza di nome Francesca che divenne poi sua moglie. È stato l'autore della prima rete nella storia del Derby della Lanterna dall'introduzione del girone unico, realizzando la rete d'apertura della sfida fra Sampierdarenese e Genoa del 6 ottobre 1935, poi vinta dai rossoblu per 2 a 1.
Gli anni seguenti trascorse in Serie B militando nel Savona e nella Lucchese (dove fu allenatore-giocatore), per poi chiudere la carriera nella società della sua città natale dove aveva esordito 15 anni prima: la Cremonese.
In carriera ha totalizzato complessivamente 270 presenze e 18 reti nella Serie A a girone unico e 41 presenze e 6 reti in Serie B.

### Allenatore
Esordì in panchina allenando il Piacenza, nel campionato di Serie B-C Alta Italia 1945-1946 subentrando a Sandro Puppo. In seguito allenò Mantova, Cremonese (in coppia con József Bánás, vennero sostituiti nel gennaio 1951 da Guido Dossena), Acireale (dove ottenne una promozione in IV Serie), Siena (dove fu esonerato) e la Nazionale militare. Secondo «La Gazzetta dello Sport», nella stagione 1957-1958 allenò «prima il Rapallo e poi la Bondenese». Nel 1958 subentra all'esonerato Attilio Kossovel sulla panchina della Reggina.
Tornò anche alla Roma dove fu vice di Jesse Carver, lasciando l'incarico per sedere sulla panchina del Bolzano.